# Francis Makaya-Tschitenbo
Francis Repin Makaya-Tschitenbo (8 dicembre 1975) è un ex calciatore congolese (Repubblica del Congo), di ruolo centrocampista.

## Carriera

### Club
Ha cominciato a giocare all'Erzgebirge Aue. Nel 1996 è passato al Herzlake. Nel 1998 si è trasferito all'Aalen. Nel 2000 è stato acquistato dallo Schweinfurt 05. Nel 2001 si è trasferito al SV Eckartsweier. Nel gennaio 2002 è passato al Bahlinger SC. Nel gennaio 2005 si è trasferito al Gamshurst. Nella stagione 2005-2006 ha militato nell'Offenburger. Nel 2006 è tornato al Gamshurst. Nel 2009 è stato ingaggiato dal TuS Greffern, con cui ha concluso la propria carriera nel 2010.

### Nazionale
Ha debuttato in nazionale il 24 ottobre 1992, in Sudafrica-Repubblica del Congo (1-0). Ha partecipato, con la nazionale, alla Coppa d'Africa 2000. Ha collezionato in totale, con la maglia della nazionale, 6 presenze.

## Statistiche

### Cronologia presenze e reti in Nazionale
| Cronologia completa delle presenze e delle reti in nazionale ― Rep. del Congo | Cronologia completa delle presenze e delle reti in nazionale ― Rep. del Congo | Cronologia completa delle presenze e delle reti in nazionale ― Rep. del Congo | Cronologia completa delle presenze e delle reti in nazionale ― Rep. del Congo | Cronologia completa delle presenze e delle reti in nazionale ― Rep. del Congo | Cronologia completa delle presenze e delle reti in nazionale ― Rep. del Congo | Cronologia completa delle presenze e delle reti in nazionale ― Rep. del Congo | Cronologia completa delle presenze e delle reti in nazionale ― Rep. del Congo |
| Data                                                                          | Città                                                                         | In casa                                                                       | Risultato                                                                     | Ospiti                                                                        | Competizione                                                                  | Reti                                                                          | Note                                                                          |
| ----------------------------------------------------------------------------- | ----------------------------------------------------------------------------- | ----------------------------------------------------------------------------- | ----------------------------------------------------------------------------- | ----------------------------------------------------------------------------- | ----------------------------------------------------------------------------- | ----------------------------------------------------------------------------- | ----------------------------------------------------------------------------- |
| 24-10-1992                                                                    | Johannesburg                                                                  | Sudafrica                                                                     | 1 – 0                                                                         | Rep. del Congo                                                                | Qual. Mondiali 1994                                                           | -                                                                             | 43’ 50’                                                                       |
| 16-10-1994                                                                    | Freetown                                                                      | Sierra Leone                                                                  | 3 – 2                                                                         | Rep. del Congo                                                                | Qual. Coppa d'Africa 1996                                                     | -                                                                             |                                                                               |
| 11-08-1996                                                                    | Pointe-Noire                                                                  | Rep. del Congo                                                                | 0 – 0                                                                         | Togo                                                                          | Qual. Coppa d'Africa 1998                                                     | -                                                                             |                                                                               |
| 28-11-1999                                                                    | Libreville                                                                    | Rep. del Congo                                                                | 2 – 1                                                                         | Togo                                                                          | Amichevole                                                                    | -                                                                             |                                                                               |
| 28-01-2000                                                                    | Lagos                                                                         | Nigeria                                                                       | 0 – 0                                                                         | Rep. del Congo                                                                | Coppa d'Africa 2000                                                           | -                                                                             | 35’                                                                           |
| 09-04-2000                                                                    | Malabo                                                                        | Guinea Equatoriale                                                            | 1 – 3                                                                         | Rep. del Congo                                                                | Qual. Mondiali 2002                                                           | -                                                                             | 46’                                                                           |
| Totale                                                                        |                                                                               | Presenze                                                                      | 6                                                                             |                                                                               | Reti                                                                          | 0                                                                             |                                                                               |